# Mötesfrihet
Mötesfrihet är människors frihet att hålla möte på allmän- eller avskild plats utan ingrepp från statsmakten. Mötesfrihet är tillsammans med organisationsfriheten och yttrandefriheten en förutsättning för folkets deltagande i demokratin. I Finland och Sverige liksom i de flesta demokratier är mötesfriheten skyddad i grundlagen.
Begränsningar i mötesfrihet kan finnas om mötet syftar till planering av brott, våldsamt upplopp eller brott mot lokal ordningsstadga. I Sverige finns lagstiftning avseende mötesfriheten reglerad i Regeringsformen samt i Ordningslagen (1993:1617). I ordningslagen regleras bland annat krav på tillstånd och/eller anmälan av allmän sammankomst samt Polisens rätt att inställa, upplösa och förbjuda allmänna sammankomster.